# Erick Peña
Erick Josué Peña Paz (San Pedro Sula, Cortés, Honduras; 26 de agosto de 1996) es un futbolista hondureño. Juega de mediocampista y su equipo actual es Platense de la Liga de Ascenso de Honduras.

## Trayectoria

### Real España
El 16 de abril de 2015 hizo su debut profesional en Real España ingresando de titular, frente a Parrillas One, por la decimoquinta fecha del Torneo Clausura 2015, en un encuentro disputado en el Estadio Francisco Morazán. El mismo terminó 3 a 0 en favor de Real España. 

### Juticalpa F.C.
En diciembre de 2015 es transferido al Juticalpa F.C. Hizo su debut el 7 de febrero de 2016 en el triunfo por 2 goles a 1 sobre Olimpia.

## Clubes
| Club              | País     | Año             |
| ----------------- | -------- | --------------- |
| Real España       | Honduras | 2015            |
| Juticalpa F.C.    | Honduras | 2016            |
| Olancho F.C.      | Honduras | 2016 - 2017     |
| Lepaera F.C.      | Honduras | 2017 - 2018     |
| Honduras Progreso | Honduras | 2019            |
| Univ. Pedagógica  | Honduras | 2020 - 2021     |
| Atlético Pinares  | Honduras | 2021            |
| Juticalpa F.C.    | Honduras | 2021 - 2022     |
| Real Juventud     | Honduras | 2022 - 2023     |
| Platense          | Honduras | 2023 - Presente |

## Vida privada
Es hermano del también futbolista Marlon Peña.